# G5 (Union européenne)
Pour les articles homonymes, voir G5 et G6.

G6.

Le G5 (« groupe des Cinq ») est, dans l'Union européenne, un groupe officieux des ministres de l'Intérieur des cinq États membres les plus peuplés et détenant donc la majorité des votes au sein du Conseil de l'Union européenne : l'Allemagne, la France, l'Italie, l'Espagne et la Pologne. En 2006, la Pologne a rejoint le groupe, devenant ainsi le G6. Le 29 mars 2017, le Royaume-Uni a déclenché l'article 50 et a quitté l'Union européenne le 31 janvier 2020, mettant fin au G6 et marquant le début du G5 sans le Royaume-Uni.
Dans le cadre du troisième pilier de l'UE, la coopération policière et judiciaire en matière pénale, les compétences sont largement intergouvernementales ; il s'agit du seul domaine politique de l'UE où la Commission n'a pas le monopole de la proposition législative. Dans d'autres domaines politiques, la Commission peut généralement créer un équilibre entre les États, mais dans celui-ci, le G5 a une grande influence sur la Commission.
Nicolas Sarkozy a appelé le G6 à diriger l'Union à la suite de la dilution du pouvoir de la France et de l'Allemagne après l'élargissement de l'Union européenne en 2004. Le manque de transparence et de responsabilité du G6 a été critiqué par un certain nombre de personnalités, notamment par un rapport de la Chambre des Lords du Royaume-Uni en 2006.

## Historique

### G5 (2003-2006)
Le G5 a été créé en 2003 par l'Allemagne, la France, le Royaume-Uni, l'Italie et l'Espagne pour faire face aux questions d'immigration, de terrorisme et d'ordre public.

### G6 (2006-2020)
En 2006, la Pologne (qui a adhéré à l'Union européenne en 2004) a rejoint le groupe, qui a pris le nom de « G6 » (« groupe des Six »). Le G6 représentait[Quand ?] une population totale d'environ 350 millions de personnes avec 170 votes[Quoi ?], soit 49,3 % des voix.

### De nouveau G5 (depuis 2020)
Depuis le retrait du Royaume-Uni de l'Union européenne (« Brexit ») le 31 janvier 2020, le groupe est redevenu le G5.